# Exposure (álbum)
Exposure é o álbum de estreia do grupo de freestyle Exposé, lançado em 29 de Janeiro de 1987 pela gravadora Arista Records. Chegou a posição #16 na Billboard 200 e #20 na parada de álbuns de R&B e foi certificado platina dupla pela RIAA em Maio de 1990. O álbum emplacou quatro singles Top 10 na Billboard Hot 100, incluindo "Seasons Change", que chegou ao primeiro lugar em Fevereiro de 1988. Outros singles de sucesso foram "Come Go with Me" (#5 na Billboard Hot 100), "Let Me Be the One" (#7 na Billboard Hot 100) e a versão regravada da canção "Point of No Return" (#5 na Billboard Hot 100). Esse foi o primeiro álbum de estreia na história da Billboard a ter quatro singles a entrarem no Top 10 da parada.
Quando foi lançado, o álbum contou com a gravação de 1985 de "Point of No Return", com vocais de Alé Lorenzo. Em todas as versões posteriores, incluindo o seu lançamento em CD, a regravação com Jeanette Jurado como vocalista principal foi incluida, que também foi essa versão a ser single e lançada nas rádios vários anos após a canção original ter tocado nas rádios urbanas e nos clubes. No entanto, todas as prensagens do álbum até hoje incluem a gravação original de 1985 de "Exposed to Love", com vocais de Alé Lorenzo.
Os vocais principais da maioria do álbum foram cantadas por Jeanette Jurado. Gioia Bruno canta como vocalista principal nas faixas "Let Me Be the One" e "December", e Ann Curless em "Extra Extra" e "Love Is Our Destiny".

## Faixas
| N.º | Título                  | Duração |  |
| 1.  | "Come Go with Me"       | 4:17    |  |
| 2.  | "Let Me Be the One"     | 4:20    |  |
| 3.  | "Exposed to Love"       | 3:35    |  |
| 4.  | "Seasons Change"        | 4:53    |  |
| 5.  | "Extra Extra"           | 3:46    |  |
| 6.  | "Point of No Return"    | 6:07    |  |
| 7.  | "Love Is Our Destiny"   | 3:19    |  |
| 8.  | "I Know You Know"       | 3:58    |  |
| 9.  | "You're the One I Need" | 4:12    |  |
| 10. | "December"              | 6:06    |  |

## Certificações
| País                  | Certificação | Data                | Vendas certificadas |
| --------------------- | ------------ | ------------------- | ------------------- |
| Canadá - Music Canada | Ouro         | 10 de Março de 1988 | 50,000              |
| Estados Unidos - RIAA | 2× Platina   | 24 de Maio de 1990  | 2,000,000           |

## Posições nas paradas musicais
| Parada musical (1987)          | Melhor posição |
| ------------------------------ | -------------- |
| Canadá (RPM Top 100 Albums)    | 61             |
| Estados Unidos (Billboard 200) | 16             |
| Estados Unidos (R&B Albums)    | 20             |